# Maria Zanders

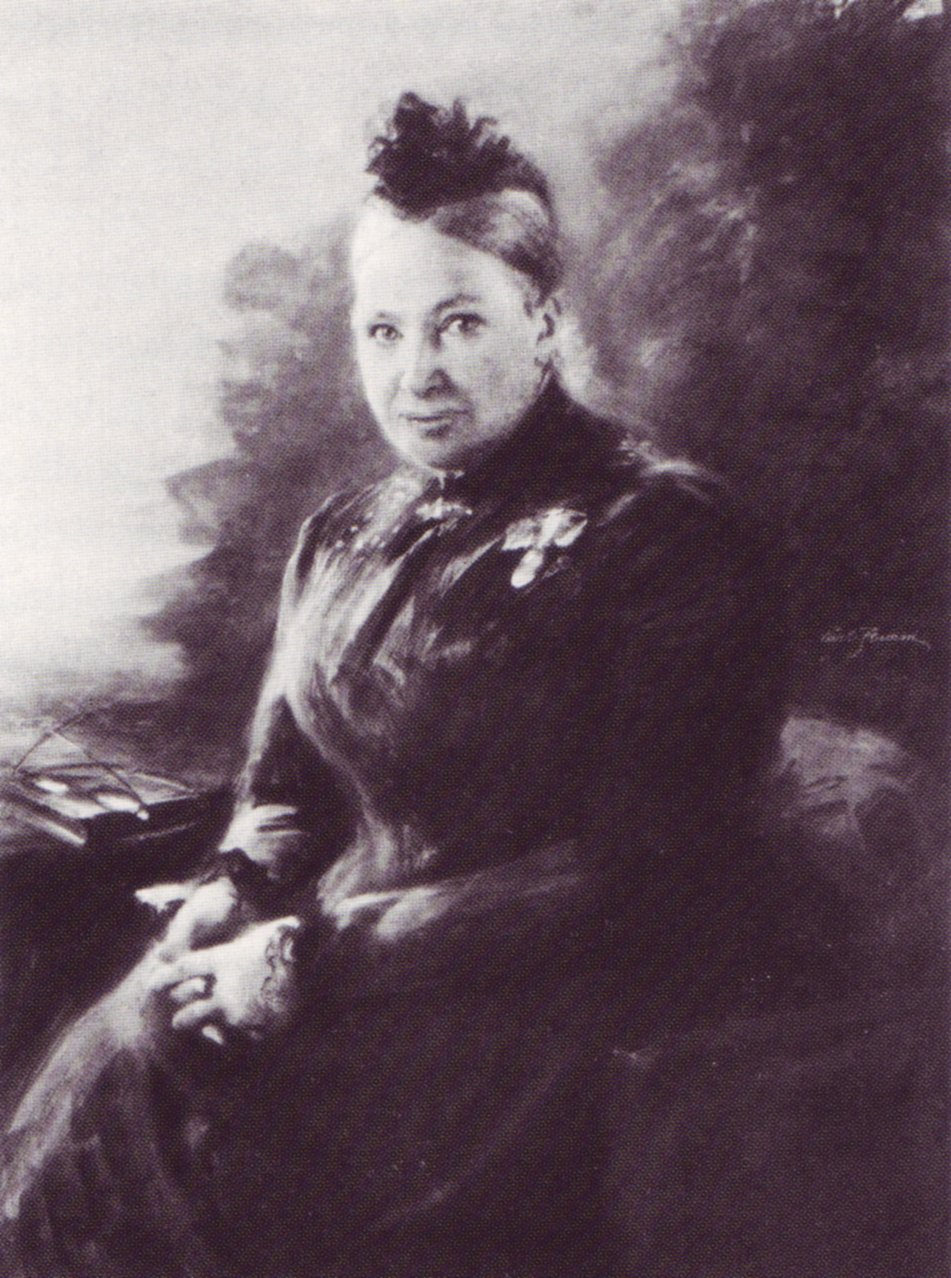
Maria Zanders auf einem Pastell von Carl Flamm, um 1902

Maria Zanders, geboren als Maria Johanny-Abhoë (* 9. März 1839 in Hückeswagen; † 6. Dezember 1904 in Bergisch Gladbach), war eine deutsche Unternehmerin in der Papierindustrie und bedeutende Mäzenin bzw. Stifterin.

## Leben
Maria Zanders war eine Tochter des Tuchfabrikanten-Ehepaars Julius und Charlotte Johanny, ihr Geburtshaus steht sn der Marktstraße in Hückeswagen. Sie wurde in einem vornehmen Düsseldorfer Mädchenpensionat erzogen und heiratete am 17. Juni 1857 im Alter von 18 Jahren den Papierfabrikanten Carl Richard Zanders aus Bergisch Gladbach. Aus der Ehe gingen vier Kinder hervor, u. a. Richard Zanders.

## Die Papierfabrikantin
Nach dem frühen Tod ihres Ehemanns im Jahr 1870 sah sie es als wichtigste Aufgabe an, die Papierfabrik J. W. Zanders weiterzuführen und damit für ihre Kinder zu erhalten. Die Weltausstellung 1873 in Wien brachte dem Unternehmen mit der Medaille für Fortschritt die Anerkennung für seine fleißige Entwicklung, an der zweifellos auch der verstorbene Ehemann Verdienste hatte. 1876 kaufte Zanders die Papierfabrik in der Dombach, heute Papiermuseum Alte Dombach. Zu weiteren Ankäufen und Neuanlagen kam eine weitere Vergrößerung der Strohstofffabrik. 1881 waren 735 Arbeiter beschäftigt. 1886 traten die beiden Söhne Richard und Hans Wilhelm in das Unternehmen ein.

## Die Kunstmäzenin

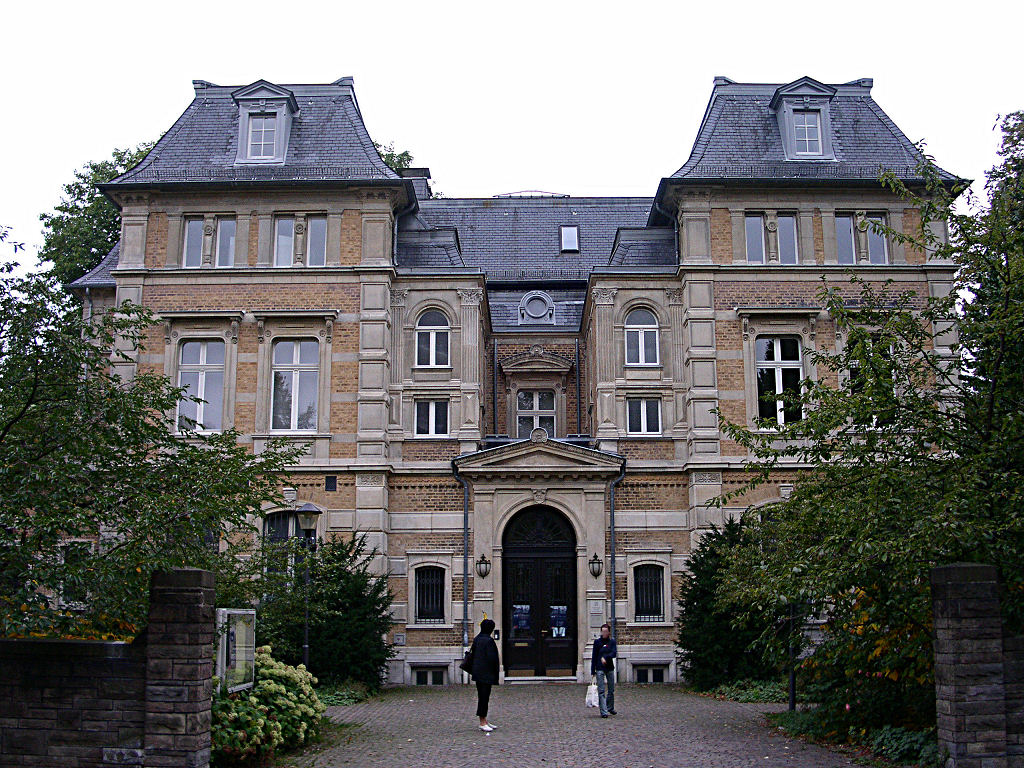
Villa Zanders

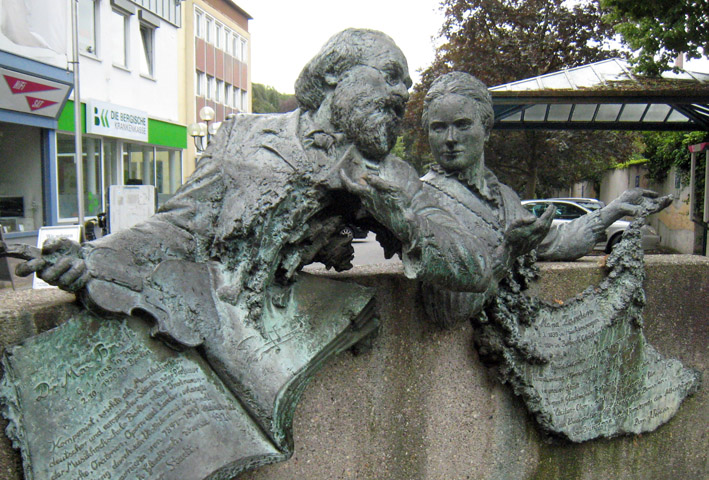
Max Bruch und Maria Zanders

Von 1873 bis 1874 ließ sich Maria Zanders nach Entwürfen des Kölner Architekten Hermann Otto Pflaume die repräsentative Villa Zanders in der Stadtmitte von Bergisch Gladbach errichten. In ihrem gastfreundlichen Haus verkehrten bedeutende Künstler und Gelehrte, unter ihnen der Komponist Max Bruch, der Maler Carl Ludwig Fahrbach und die Grafikerin Alexe Altenkirch. Kontakte pflegte sie auch zu anderen Künstlern, wie z. B. Gustav Pfarrius, Heinrich Kruse, Paul Heyse, Julius Rodenberg, Wilhelm Wehrenpfennig und Eduard von Simson. Sie lernte selbst mit Pinsel und Palette umzugehen und schuf unter Anleitung von Carl Ludwig Fahrbach die stimmungsvollen biblischen Landschaften, die man im Ratssaal des Bergisch Gladbacher Rathauses betrachten kann.
Besonders lag ihr der Altenberger Dom, das Kleinod des Bergischen Lands, am Herzen. Am 20. Juli 1894 gründete sie den Altenberger Dom-Verein. Zuvor hatte sie sich in einem Aufruf vom 13. November 1893 an weite Teile der Bevölkerung des Bergischen Landes gewandt und um Hilfe für die Sanierung des Doms geworben.

## Ehrungen
- Im Juni 1980 benannte man die Grünanlage zwischen dem Forum, dem Paasweg und dem Bergischen Löwen als Maria-Zanders-Anlage.[5]
- In der Stadtmitte von Bergisch Gladbach errichtete man 1991 ein Denkmal für sie.[6][7]
- Gemeinsam mit Julie Zanders und Olga Zanders wurde ihr ein FrauenOrt NRW in Bergisch Gladbach gewidmet.[8]